# Andra industriella revolutionen

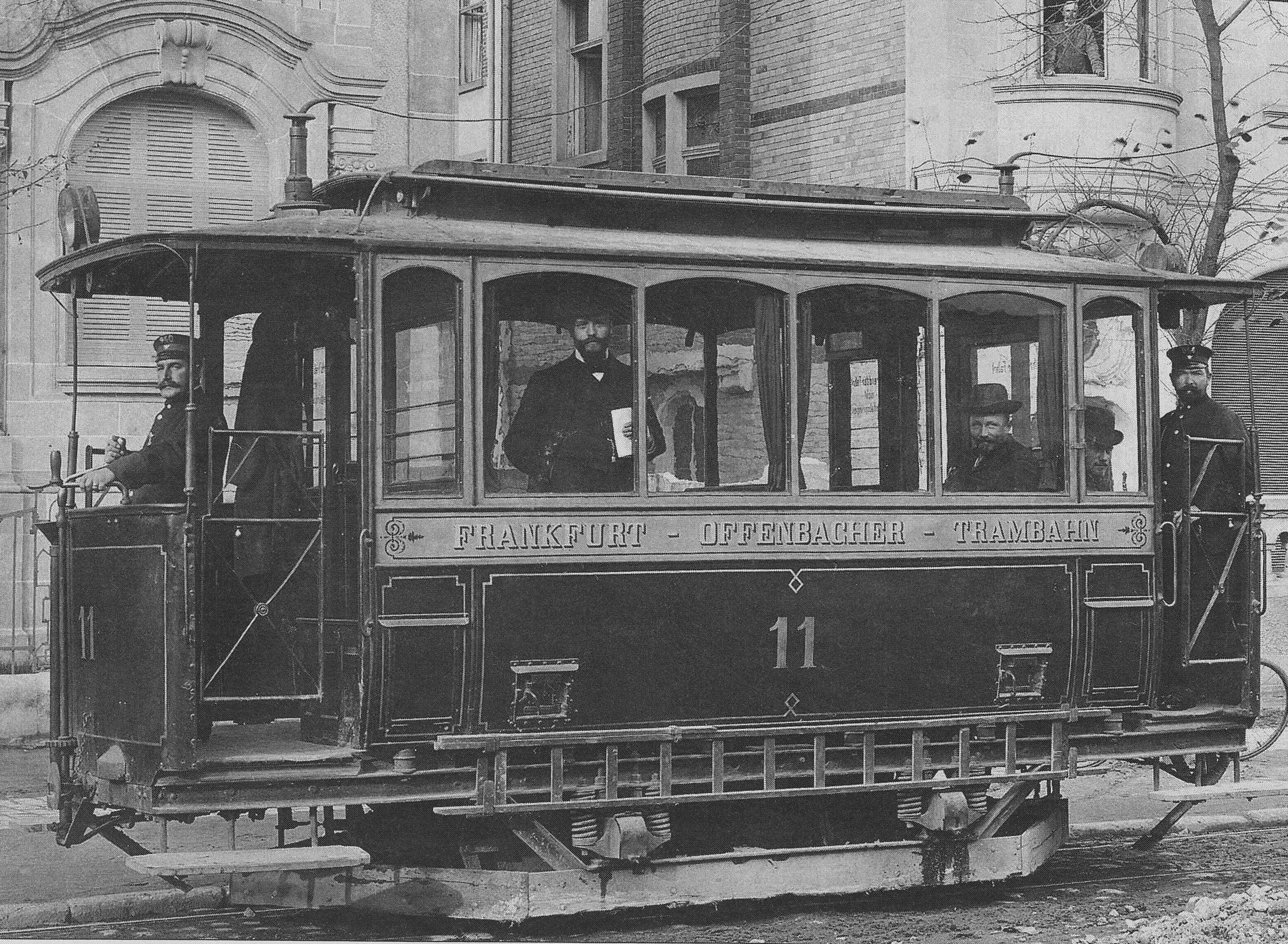
Elektriska spårvagnar möjliggjorde pendling och förorter. Bilden visar en vagn längs sträckan Frankfurt–Offenbach i tyska Hessen, 1884.

Andra industriella revolutionen eller tekniska revolutionen brukar man kalla tiden mellan ungefär 1871 och 1914, som bland annat präglades av införande och starkt ökande användning av elektricitet, förbränningsmotorer och tillverkning och användning av stål. Åren som valts att avgränsa denna period är de för fransk-tyska kriget 1870–1871 och första världskriget 1914–1918.
Under den industriella revolutionen hade naturvetenskapen utvecklat förståelse av fenomen som elektricitet, energi och materia (se termodynamik). Samtidigt hade östra USA och Västeuropa byggt upp en infrastruktur av järnvägar, kanaler och farleder, medan urbanisering och utbildning hade ökat utbudet av kvalificerad arbetskraft.
Detta möjliggjorde den andra industriella revolutionens ytterligare satsningar på infrastruktur, som telefoni, elkraft, kylsystem och asfalterade vägar. Järnvägar och kanaler byggdes ut, och ångbåtar och ångfartyg blev allt vanligare.
Marknaden utvidgades och frihandel mellan länder ökade. Det uppstod mer komplicerade varor. Bilar började massproduceras enligt löpandebandsprincipen. Masskonsumtion och Henry Ford är det som den andra industriella revolutionen är mest känd för.
Under denna tid blev framför allt USA och tyska kejsardömet politiskt betydelsefulla. 

## Sverige

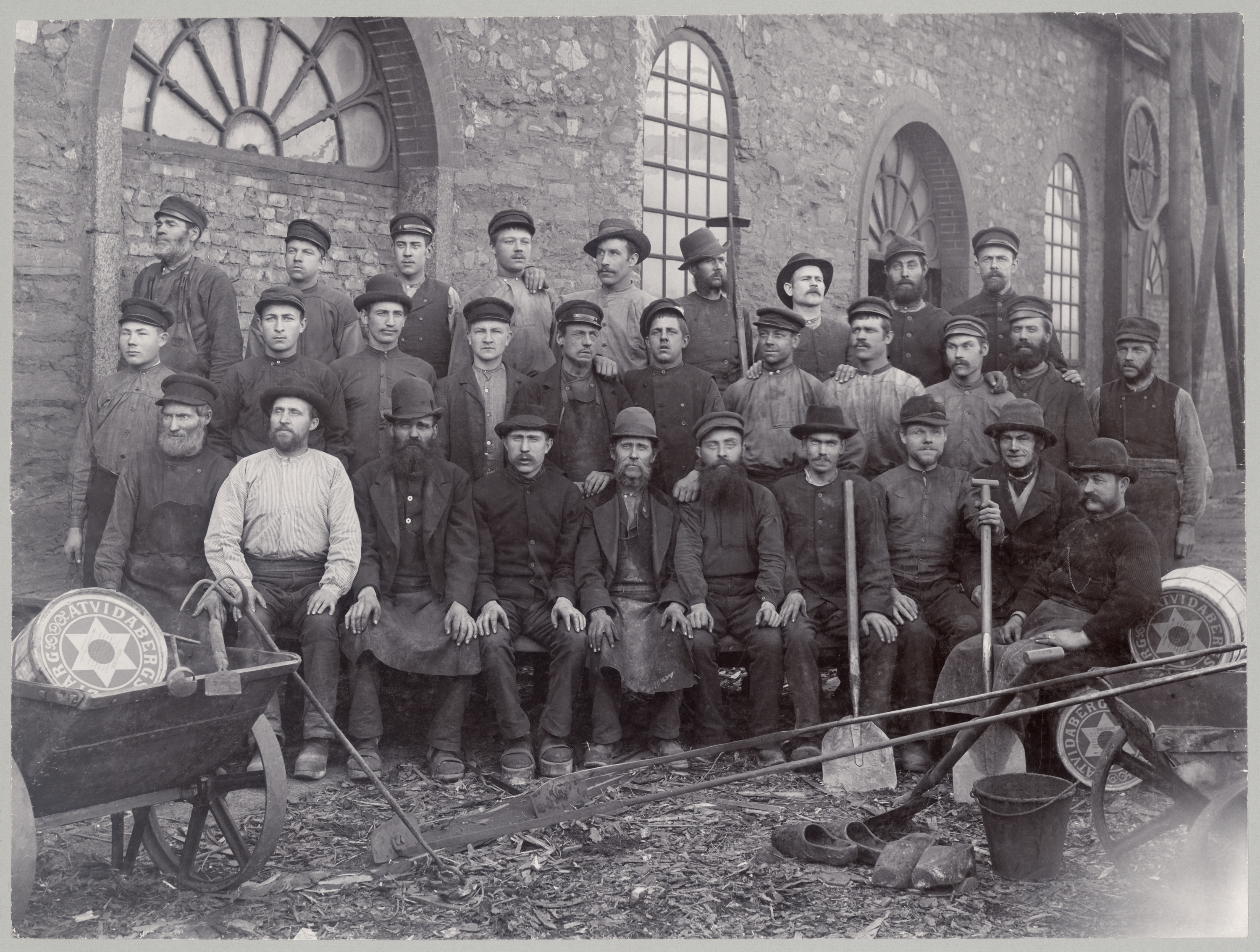
Kopparverksarbetare i Åtvidaberg, 1899–1900.

Sverige gynnades under andra industriella revolutionen av sin ekonomiska position mellan USA och Europa: i förhållande till USA var Sverige rikt på arbetskraft men fattigt på råvaror, varför stora mängder arbetskraft utvandrade till USA. I förhållande till andra länder i Europa var Sverige ekonomiskt underutvecklat och fattigt på kapital, men relativt rikt på råvaror, varför stora mängder europeiskt kapital investerades i Sverige. 
Stora investeringar gjordes i Sverige under perioden 1850–1910: investeringskvoten var högre än sparkvoten under hela 60-årsperioden, detta konstanta underskott i handelsbalansen finansierades av omfattande utländsk kapitalimport.
Under den andra industriella revolutionen kom det moderna industrisamhället att få sitt definitiva genombrott i Sverige. Svensk industri utvecklades snabbt och framförallt tre produkter kom att dominera svensk export: havre, trä och järn. Landet utvecklades till en stor råvaruexportör.
Av institutionella förändringar i Sverige märks den första aktiebolagslagen 1848. Härigenom blev det möjligt för investerare att endast bli ansvariga för ett företag med det kapital de investerat i företaget. Tidigare hade de varit ansvariga för företagets alla förpliktelser efter hur stort belopp de investerat i företaget i relation till alla investerade pengar i företaget.